# Hall of Fame Tennis Championships 2004
L'Hall of Fame Tennis Championships 2004 è stato un torneo di tennis giocato sull'erba. È stata la 29ª edizione dell'Hall of Fame Tennis Championships, che fa parte della categoria International Series nell'ambito dell'ATP Tour 2004. Si è giocato all'International Tennis Hall of Fame di Newport negli Stati Uniti, dal 5 all'11 luglio 2004.

## Campioni

### Singolare
Greg Rusedski ha battuto in finale  Alexander Popp con il punteggio di 7–6(5), 7–6(2)

### Doppio
Jordan Kerr /  Jim Thomas hanno battuto in finale  Grégory Carraz /  Nicolas Mahut con il punteggio di 6–3, 6(5)–7, 6–3